# Mesirah
La messira (hébreu : מסירה « livrer », var. Mesirah) désigne dans la loi juive l’acte de livrer un Juif ou ses avoirs aux autorités temporelles. L’interdiction de se livrer à la messira est promulguée dans le Talmud pour combattre la délation ou la vengeance entre les membres de la communauté juive, et sous-entend l’incompétence voire la cruauté des tribunaux non-rabbiniques qui pourraient infliger une peine jugée excessive aux yeux du droit rabbinique (l’application d’une peine « excessive » infligée par des non-juifs peut être tolérée si un précepte de la Torah a été violé). Un Juif faisant appel aux autorités non-juives est appelé mosser (hébreu : מוסר, prononcé mossère ou mossœur en yiddish) ; considéré comme aussi dangereux pour la société juive qu’un meurtrier, il est passible d’exécution parfois sans avertissement. 
Promulgué en des temps où les Juifs ne jouissaient pas de l’égalité civique, l’interdit de messira demeure d’application dans les sociétés qui les ont émancipés, et a notamment été invoqué dans des affaires de scandales financiers ou de pédocriminalité.

## Époque moderne
Le rabbin Michael Broyde fait état de beaucoup d'opinions différentes parmi les rabbins du vingtième siècle sur la mesure et les circonstances dans lesquelles le châtiment de la mesirah est encore d'application.
Selon The Times of Israel et une enquête de Channel 4, la notion de mesirah a été utilisée par un dirigeant Haredi pour empêcher que des membres de la communauté ne fassent l'objet d'enquêtes de police du chef de pédocriminalité,.
Le principe de la mesirah a également été utilisé pour dissuader des contrôleurs fiscaux juifs de dénoncer à l'IRS des juifs coupables de fraude fiscale.
En Israël, des tribunaux rabbiniques ont ordonné l'exclusion sociale des juifs qui portent des litiges devant les tribunaux civils israéliens.